# Tomáš Šalé
Tomáš Šalé (né le 6 juillet 1916 à Krumvíř et mort le 18 août 1986 à Brno) est un athlète tchécoslovaque spécialiste du demi-fond. Principal coureur tchèque des années 1940, il découvre Emil Zátopek à Zlín et lui propose de s'entrainer avec lui, lançant la carrière du futur champion olympique. Il a détenu plusieurs records de Tchécoslovaquie d'athlétisme qui seront battu par Zátopek.

## Biographie

### Records
| Épreuve      | Performance  | Lieu | Date |
| ------------ | ------------ | ---- | ---- |
| 400 mètres   | 50 s 8       |      | 1941 |
| 800 mètres   | 1 min 55 s 0 |      | 1946 |
| 3 000 mètres | 8 min 47 s 8 |      | 1946 |